# Mestecănișul de la Reci
Mestecănișul de la Reci este o arie protejată (arie specială de conservare — SAC, sit de importanță comunitară — SCI) din România, desemnată în scopul protejării biodiversității și menținerii într-o stare de conservare favorabilă a florei spontane și faunei sălbatice, precum și a habitatelor naturale de interes comunitar aflate în arealul zonei de protecție. Aceasta se întinde în estul Transilvaniei, pe teritoriul județului Covasna, în partea central nord-estică a Depresiunii Brașovului.

## Localizare
Aria naturală se află în partea sud-vestică a județului Covasna, pe teritoriile administrative ale comunelor Ozun și Reci, în imediata apropiere de drumul național DN11, care leagă municipiul Brașov de Târgu Secuiesc.

## Înființare
Instituirea regimului de arie naturală protejată pentru situl de importanță comunitară „Mestecănișul de la Reci” s-a făcut prin Ordinul Ministerului Mediului și Dezvoltării Durabile Nr.1964 din 13 decembrie 2007 (privind instituirea regimului de arie naturală protejată a siturilor de importanță comunitară, ca parte integrantă a rețelei ecologice europene Natura 2000 în România) și se întinde pe o suprafață de 2.124,7 hectare. Situl a fost protejat și ca arie specială de conservare în mai 2022.
Situl reprezintă o zonă naturală (mlaștini, turbării, păduri de conifere, păduri în amestec, păduri în tranziție, pajiști naturale, pășuni, terenuri arabile cultivate) încadrată în bioregiunea continentală din lunca Râului Negru, afluent al Oltului. Acesta include  rezervația naturală Mestecănișul de la Reci și Bălțile de la Ozun-Sântionlunca, pe suprafața teritorială a căreia se află o plantație de pin bancsian (Pinus banksiana).

## Biodiversitate

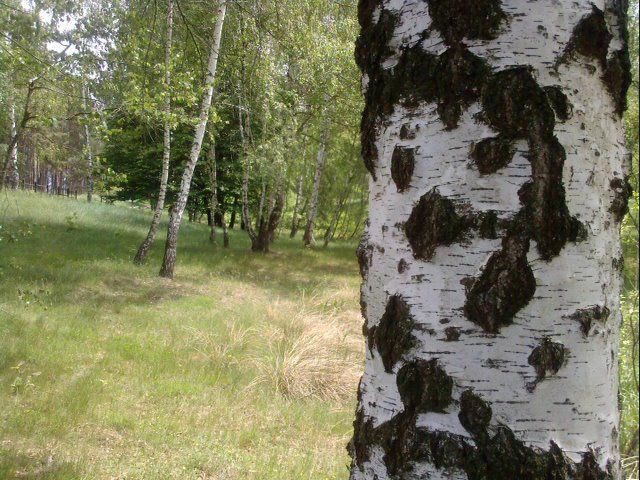
Habitat natural în arealul sitului

Aria protejată „Mestecănișul de la Reci” conservă șapte tipuri de habitate naturale de interes comunitar (aflate în partea central nord-estică a Depresiunii Brașovului); astfel: Păduri aluviale cu Alnus glutinosa și Fraxinus excelsior (Alno-Padion, Alnion incanae, Salicion albae), Pajiști aluviale din Cnidion dubii, Pajiști xerice pe substrat calcaros, Cursuri de apă din zonele de câmpie, până la cele montane, cu vegetație din Ranunculion fluitantis și Callitricho-Batrachion, Comunități de lizieră cu ierburi înalte higrofile de la nivelul câmpiilor, până la cel montan și alpin, Lacuri eutrofe naturale cu vegetație tip Magnopotamion sau Hydrocharition și Turbării cu vegetație forestieră.

### Faună
Fauna sitului are în componență o gamă diversă de specii (mamifere, reptile, amfibieni, insecte), dintre care unele protejate prin Directiva Consiliului European 92/43/CE din 21 mai 1992 (privind conservarea habitatelor naturale și a speciilor de faună și floră sălbatică) sau aflate pe lista IUCN.
Mamifere cu specii de: lup cenușiu (Canis lupus), cerb (Cervus elaphus), căprioară (Capreolus capreolus), mistreț (Sus scrofa), vulpe (Vulpes vulpes), veveriță (Sciurus vulgaris), breb (Castor fiber), iepure de câmp (Lepus europaeus), pisică sălbatică (Felis silvestris), nevăstuică (Mustela nivalis), dihor (Putorius putorius), șoarecele de pădure (Apodemus sylvaticus), șoarecele de câmp (Microtus arvalis), șobolanul de apă (Arvicola terrestris), chițcanul de câmp (Crocidura leucodon), ariciul comun (Erinaceus europaeus), chițcanul de apă (Neomys fodiens), cârtiță (Talpa europaea);  
Reptile și amfibieni: șarpele de apă (Natrix tessellata), șopârlă de câmp (Lacerta agilis), gușter (Lacerta viridis), broasca țestoasă de baltă (Emys orbicularis), tritonul cu creastă (Triturus cristatus), brotacul-verde-de-copac (Hyla arborea), broasca-roșie-de-pădure (Rana dalmatina), broască-de-mlaștină (Rana arvalis), broasca mică de lac (Rana lessonae), broasca râioasă brună (Bufo bufo), ivorașul-cu-burta-galbenă (Bombina variegata);  
Nevertebrate: cu fluturi din speciile: Maculinea teleius, Hyponephele lycaon, Hyponephele lycaon, Colias myrmidone Lycaena dispar (fluturele purpuriu); precum și un coleopter din specia Graphoderus zonatus.

### Floră

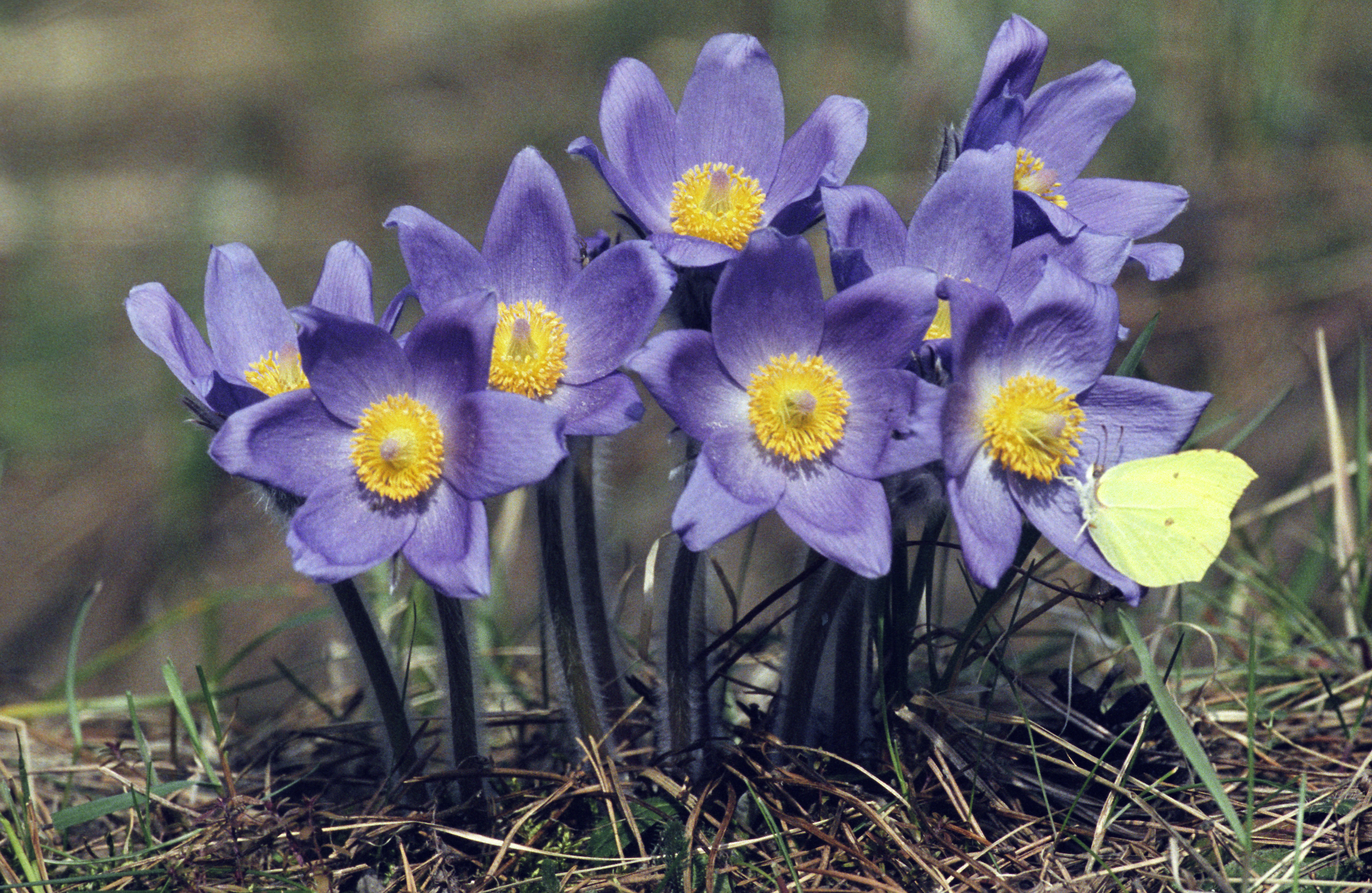
Sisinei (Pulsatilla patens)

Flora este constituită din arbori și arbusti cu specii de: mesteacăn (Betula pendula), pin de pădure (Pinus sylvestris), arin negru (Alnus glutinosa), salcie târâtoare (Salix rosmarinifolia), alun (Corylus avellana), zmeur (Rubus idaeus), măceș (Rosa canina), mur (Rubus fruticosus). 
La baza desemnării sitului se află trei elemente floristice protejate prin aceeași Directivă 92/43/CE din 21 mai 1992, a Consiliului European (anexa I-a); astfel: otrățelul bălților (Aldrovanda vesiculosa), dedițelul (Pulsatilla patens), precum  și un mușchi din specia Dicranum viride. Acestea  vegetează alături de alte rarități floristice; printre care: Cnidium dubium - o specie de plantă perenă bienală din familia Apiaceae, drețe (Callitriche palustris), verdeața-iernii (Chimaphila umbellata),
piperul apelor (Elatine alsinastrum), laleaua pestriță (Fritillaria meleagris), sânzâiene (Galium uliginosum), siminoc (Helichrysum arenarium), Hottonia palustris - o plantă acvatică din familia Primulaceae, iarba broaștelor (Hydrocharis morsus-ranae), nufăr alb (Nymphaea alba), mătreață (Peplis portula), sisinei (din speciile: Pulsatilla montana și Pulsatilla patens ssp. patens), piciorul cocoșului (Ranunculus lingua), ciurlan (Salsola kali ssp. ruthenica), buzdugan (Sparganium minimum), Utricularia bremii (specie floristică carnivoră); precum și un pir din specia Corynephorus canescens.

## Căi de acces
- Drumul național DN11, pe ruta: Brașov - Lunca Câlnicului - Chichiș - Ozun.

## Monumente și atracții turistice
În vecinătatea sitului se află câteva obiective de interes istoric, cultural și turistic; astfel:

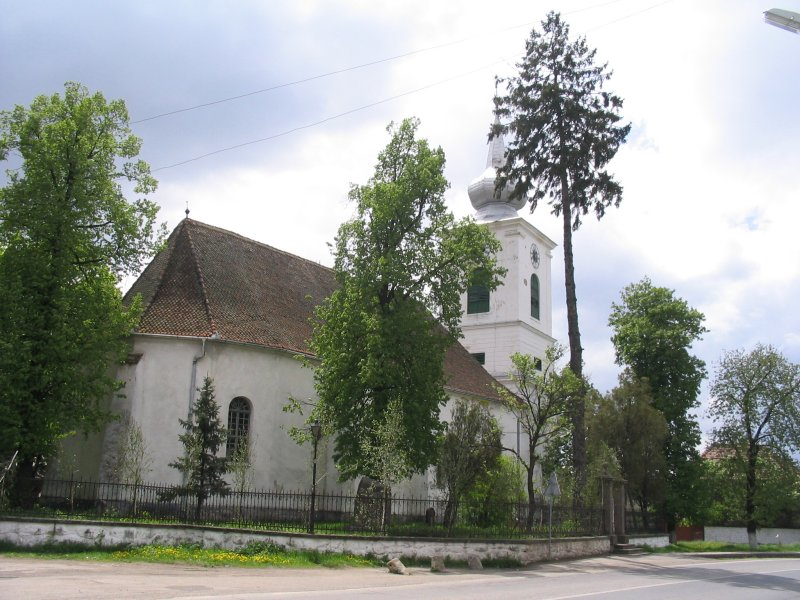
Biserica reformată din Ozun

- Ansamblul bisericii reformate din Bicfalău (biserica reformată și zid de incintă), construcție secolul al XV-lea, monument istoric (cod LMI CV-II-a-A-13148).
- Ansamblul bisericii reformate din Reci (biserica reformată și turn-clopotniță), construcție secolul al XIII-lea, monument istoric (cod LMI CV-II-a-A-13258).

- Ansamblul bisericii reformate din Ozun (biserica reformată și zid de incintă cu turn-clopotniță), construcție secolul al XVII-lea, monument istoric (cod LMI CV-II-a-B-13243).
- Biserica reformată din Saciova, construcție secolul al XV-lea, monument istoric (cod LMI CV-II-m-A-13261).
- Biserica romano-catolică "Sf. Ioan Botezătorul" din Sântionlunca, construcție 1774, monument istoric (cod LMI CV-II-m-B-13265).
- Capela Szentiványi din Sântionlunca, construcție secolul al XVIII-lea, monument istoric (cod LMI CV-II-m-B-13264).
- Castelul Béldy-Mikes din Ozun, construcție 1755, monument istoric (cod LMI CV-II-m-A-13244).
- Conacul Pünkösti (azi bibliotecă) din Ozun, construcție 1810, monument istoric (cod LMI CV-II-m-B-13245).
- Conacul Dénes din Bicfalău, construcție 1836, monument istoric (cod LMI CV-II-m-A-13147).
- Fosta Cazarmă a Husarilor (azi locuință) din Ozun, construcție secolul al XVIII-lea, monument istoric (cod LMI CV-II-m-B-13247).
- Conacul Ujvárosy-Agoston din Ozun, construcție 1810 - 1825, monument istoric (cod LMI CV-II-m-B-13248).
- Conacul Temesvári (azi grădiniță) din Ozun, construcție secolul al XIX-lea, monument istoric (cod LMI CV-II-m-B-13249).
- Situl arheologic de la Reci (așezări atribuite perioadelor istorice: sec. II - III p. Chr., Epoca romană, Latène, Cultura Cucuteni - Ariușd, Neolitic).